# Високе потпетице
Високе потпетице или ципеле са високом потпетицом су врста ципела код којих је, захваљујући изразити високој потпетици, пета знатно уздигнутија од тла у односу на ножне прсте. Као високе потпетице сматрају се све оне чија је висина изнад 3,5 cm, а могу бити високе и до 18 cm. Високе потпетице чине да особа која их носи изгледа виша, наглашавају мишићни тонус ногу, које тако изгледају видно дуже.
Широм света постоји много врста ципела са високим потпетицама. Израђене су у различитим стиловима, бојама и материјалима. Први познати сликовити прикази високих потпетица потичу из Персије (данашњи Иран), из 10. века. На тим цртежима приказани су мушкарци који носе овакве ципеле у комбинацији са узенгијама за јахање. У последњих 1000 година потпетице су имале значајан културолошки утицај, посебно у погледу западњачке друштвене конструкције рода. Док су у 17. веку високе потпетице биле знак мужевности и друштвеног статуса, у 21. веку представљају женственост и „еротски капитал“, иако су дебеле високе потпетице и даље прихватљиве за мушкарце у неким ситуацијама.
Ношење високих потпетица повезано је са здравственим ризицима, као што су ризик од пада код старијих особа, појава мишићно-коштаног бола, развој деформитета стопала и проширених вена.

## Историја

### Период до 18. века
Високе потпетице имају дугу историју, која датира још из 10. века. Персијски коњаници су носили неку врсту чизама са штиклом како би осигурали да им стопала остану у узенгијама. Истраживања показују да су захваљујући оваквим чизмама јахачи, који су гађали непријатеља стрелама, безбедно стајали у усправном положају на коњима у галопу. Овакве чизме временом су еволуирале у популарне каубојске чизме савременог доба. Поседовање коња одувек је било је скупо, па је ношење потпетица подразумевало да је онај ко их носи богат. Ова практична и ефикасна употреба потпетице поставила је стандард за већину ципела за јахање кроз историју, све до данас. Нешто каснији пример високих потпетица може се видети на сликама из 12. века у Индији. Слика фигуре из храма Рамапа приказује стопало Индијке обувено у ципелу са високом потпетицом. Током средњег века, и мушкарци и жене носили су ципеле са платформом како би се подигли из улица испуњених смећем и изметом. Постоји податак из 1430. године понекад биле високе и до 75 cm. Млетачки закон је тада ограничио висину на 7,5 cm, али овај пропис се увелико игнорисао. Закон из 17. века у Масачусетсу најавио је да ће жене бити подвргнуте истом третману као и вештице ако мушкарце намаме у брак употребом ципела са високим потпетицама.

### 18. век
Ципеле са високим потпетицама у Европу су донели изасланици персијског шаха Абаса Великог почетком 17. века. У то време носили су их само мушкарци и то као статусни симбол. Само припадници више класе могли су приуштити, и финансијски и практично, овакве екстравагантне ципеле. Како су овакве ципеле брзо постале модни тренд почели су их носити и други друштвени слојеви, па су припадници елите инсистирали на све већим потпетицама, како би се разликовали од нижих класа. Власти су чак почеле да регулишу и висину потпетица у складу са друштвеним положајем: "0,5 инча за обичне грађане, 1 инч за буржоазију, 1,5 in (3,8 cm) за витезове, 2 in (5,1 cm) за племиће, и 2,5 in (6,4 cm) за припаднике владарске породице". Како су жене почеле да усвајају овај стил и ширина потпетице се променила. Мушкарци су и даље носили оне широке, док су жене носиле танке. Када су просветитељски идеали, попут науке, природе и логике, завладали многим европским друштвима, потпетице на мушким ципелама су се постепено смањивале. После Француске револуције, крајем 80-их година 18. века, потпетице су се преплеле са женственошћу и површношћу и тако постале много више повезане са наводном женском непрактичношћу и екстраваганцијом.
Дизајн ципела са високим потпетицама у Француској с краја 17. до 20-их година 18. века био је такав да се целокупна телесна тежина ослањала на пету. Биле су украшене чипком или везом. Нешто касније, 30-их и 40-их година 18. века у моду су ушле широке потпетице и издигнути прсти, а популаран детаљ постала је копча. Од половине 18. века потпетице постају тање и више, а крајем века јављају се и различите комбинације боја на ципелама. Током свих ових деценија није било разлике између десне и леве ципеле.
Енглески парламент је 1770. године у донео закон према ком су се за ношење високих потпетица, као и на употребу козметичких средстава, примењивале исте казне као и за вештичарење.

### 19. век
Почетком 19. века високе потпетице су изашле из моде, али су се већ 1860. вратиле на висину од око 6 cm. Њихова производња је такође повећана појавом шиваћих машина око 1850. године, што је убрзало производни процес и појефтинило сам производ.

### 20. век
Два светска рата која су се десила током 20. века довела су до несташице сировина. Многе земље рационализовале су снабдевање материјалима као што су свила, гума или кожа, који су се до тада користили за израду ципела, дајући приоритет њиховој доступности за војне потребе. Високе потпетице заменили су ђонови израђени од плуте или дрвета. Међутим, један од бројних исхода ових ратова било је интензивирање међународних односа а сходно томе и све већа размена на пољу моде, кроз фотографију и филмове, што је допринело глобалној популаризацији високих потпетица. Ципеле са високом потпетицом су за многе жене на Западу постале симбол професионализма као што су кожне и гумене чизме са широком потпетицом за мушкарце постале повезане са милитаризмом и мужевношћу.
У периоду око Другог светског рата били су популарни су пинап постери на којима су жене скоро увек биле приказане са високим потпетицама. У главама многих мушкараца, током рата али и касније у америчком друштву уопште, ово је довело до стварања снажне везе између високих потпетица и женске сексуалности. Висока, танка потпетица измишљена је 1950. године и убрзо је постала симбол женске сексуалности. Крајем 60-их и почетком 70-их, као и током 90-их модни трендови дају предност ниским потпетицама, да би се почетком 21. века високе поново вратиле на сцену.

### 21. век
У западном свету ципеле са високом потпетицом постоје у двa веома родно одређена и паралелна правца: увек модерне и разноврсне женске ципеле са танким високим потпетицама и практичне, релативно уједначене мушке ципеле у стилу чизама за јахање (познате и као "каубојке"), са дебелим, релативно ниским потпетицама. С друге стране, часописи попут Плејбоја, као и други медијски извори који приказују жене кроз призму сексуалности, често то чине користећи управо високе потпетице. Неки психолози тврде да високе потпетице наглашавају „сексуалне аспекте женског хода“, вештачки повећавајући женственост. Многи чак виде извијање женских леђа услед ношења високих потпетица као имитацију сигнала женине воље да јој се мушкарац удвара. Упркос сексуалним конотацијама, високе потпетице се у већини случајева сматрају модерном и професионалном женском обућом, посебно уз женско одело са панталонама. Културне вредности 20. и 21. века диктирају тренд да су високе потпетице норма у професионалном окружењу за жену. Неки истраживачи тврде да су високе потпетице постале део женске униформе на радном месту и да делују у много већем и сложенијем скупу правила. Такође се верује да високе потпетице представљају дилему, јер женама доносе психосексуалну корист, док истовремено штете њиховом здрављу. У 21. веку настао је широк спектар различитих стилова, од облика, висине и ширине пете, до дизајна и боје саме ципеле.

### Материјали
Потпетице су током историје израђиване од великог броја материјала. У почетку је то најчешће била кожа и говеђа кожа, док су плута и дрво кориштени као јефтина замена. Половином 20. века, када је дошло до повећања производње челика, па су се потпетице израђивале од челика обложеног неким материјалом (зависно од саме ципеле). Ово је омогућило дизајнерима да креирају више и тање потпетице, без ризика од пуцања.

## Утицаји на здравље

### Повреде и бол
Ношење ципела са високим потпетицама често може довести до озбиљних повреда, укључујући и оне које захтевају болничку негу. Постоје докази да ношење високих потпетица чешће доводи до падова, што посебно важи за оне више од 2,5 cm. Ношење високих потпетица такође је повезано са мишићно-коштаним болом  посебно болом у параспиналним мишићима (мишићи који иду уз леђа дуж кичме), а такође и са боловима у пети и жуљевима на табанима (испитиване су само жене).
Истраживање спроведено 2001. године на 200 жена показало је да се, при ношењу високих потпетица, 58% жена жали на болове у доњем делу леђа, а 55% жена осећа јаке болове дуж целих леђа када носи оне највише. Истраживачи су то објаснили чињеницом да, како се висина пете повећава, тело заузима неприродно држање како би задржало тежиште. Овај измењени положај ствара већи притисак и напетост у лумбалном делу кичме, што објашњава јаке болове у леђима.
У студији из 1992. године истраживани су ефекти повећања висине потпетице на притисак који трпи стопало. У истраживању је учествовало четрдесет и пет жена које су ходале на потпетицама различитих висина. Биокинетички софтвер је коришћен за анализу тачних локација притиска на и дуж стопала сваке учеснице. Закључено је да повећање висине потпетице доводи до повећања притиска испод сваке од метатарзалних костију стопала.
У студији из 2012. године рађена је студија о утицају висине потпетице на зглоб колена, посебно на артикулацију између фемура и пателе (пателофеморални зглоб). У студији је учествовало једанаест учесника који су прелазили стазу дужине 10 метара на ниским, средњим и високим потпетицама. Студија је показала да је са повећањем висине потпетице пета трпела већи притисак што је резултирало повећањем нивоа нелагодности и највећим стресом пателофеморалног зглоба. Истраживачи су такође напоменули да би дуготрајна употреба високих потпетица довела до понављајућег пренапрезања зглоба, што би резултирало повећањем бола и на крају пателофеморалног зглобног остеоартритиса и синдрома пателофеморалног бола.
Исте године испитиван је и ризик од дуготрајног ношења високих потпетица у погледу дужине и напрезања мишића. Резултати су показали да је ношење високих потпетица значајно скраћује дужину гастрокнемијуса и повећава укоченост ахилове тетиве.

### Чукљеви
Ношење ципела са високим потпетицама повезано је са развојем чукљева (Halux valgus).

### Контрола равнотеже тела
Године 2016. спроведена је студија којом су испитивани ефекти повећане висине потпетице и брзине хода на контролу равнотеже. У овој студији учесници су, на ниским или високим потпетицама, ходали мањом и већом брзином на траци за трчање. Као резултат овог експеримента закључено је да се са повећањем висине потпетице повећава брзина њихања тела, чиме се мења положај зглоба колена. Мишићи морају да поравнају цело тело, посебно кукове дуж гравитационе линије. Како се тежина тела помера унапред, кукови се изравнавају и зглобови колена трпе стрес како би се прилагодили померању.

### Постурални ефекти
У студији из 2016. са истраживани су ефекти високих потпетица на активацију мишића у вратном и лумбалном делу кичме, што се односи на врат и доњи део леђа. Тринаест испитаница је ангажовано да хода у три различита услова: босе, на потпетицама висине 4 cm и на потпетицама висине 10 cm. На мишиће дуж њихове кичме, као и на њихова стопала постављене су површинске електроде, како би се измерила активност мишића на различитим тачкама кретања. Резултати студије указују на повећање активације цервикалних и лумбалних мишића како се висина пете повећава. Вратни део кичме, односно врат помаже у одржавању стабилности главе и постуралне контроле у телу. Ношење високих потпетица помера центар масе тела, што приморава кичму да се прилагоди како би одржала равнотежу. У истраживању се напомиње да током времена може доћи до повећања локалног замора мишића, што би могло довести до отицања мишића, њихове смањене покретљивости, па чак и деформације ткива.

### Отицање вена
Даља истраживања откривају да је још једна могућа последица ношења високих потпетица повећање притиска у венама. Експерименти су доказали да, што је потпетица виша, то је већи венски притисак у ногама. То значи да код учестале употребе високих потпетица много чешће долази до појаве проширених вена и других нежељених симптома на ногама. Друга истраживања поткрепљују ова сазнања, тврдећи да ношење високих потпетица може довести до бројних дугорочних ефеката, укључујући и случајне трауме на више делова тела.

## Законодавство
У Кармелу нај мору (Калифорнија) потпетице високе преко 5 cm са мање од квадратна центиметра носиве површине могу се носити само уз дозволу.
Постоје мишљења да високе потпетице на радном месту треба да буду предмет здравствене и безбедносне процене. Године 2016. једна компанија у Великој Британији суспендовала је своју упосленицу након што је одбила да поштује правила облачења. Покренута је интернет петиција којом је позвана британска влада да забрани компанијама да захтевају од жена да носе високе потпетице на радном месту. Два парламентарна одбора у јануару 2017. донела су одлуку да је у овом случају прекршен закон, али је до тада компанија већ променила услове запошљавања. У априлу 2017. Влада је одбацила петицију, наводећи да је постојеће законодавство "адекватно". Постојеће законодавство у Великој Британији дозвољава да се од жена захтева да носе високе потпетице, али само ако се то сматра условом за посао и а ако мушкарци на истом послу морају да се облаче на „еквивалентном нивоу памети“ (equivalent level of smartness).
У априлу 2017. у канадској провинцији Британска Колумбија измењено је законодавство у области радног места, како би се послодавци спречили да захтевају од жена да носе високе потпетице. Овај пример следиле су и друге канадске провинције.
На Филипинима је такође 2017. године компанијама забрањено да од својих упосленица захтевају да носе високе потпетице.
Кампања #КуТоо у Јапану прикупила је преко 150.000 потписа у петицији за забрану обавезних високих потпетица. Јапанска влада није прихватила планове за промену, а министар рада прокоментарисао је да су високе потпетице "потребне и прикладне" за жене.
На Западу се ципеле са високом потпетицом често сматрају симболом женствености и због тога су предмет анализе феминистичких аутора. Неки од њих тврде да се „ципеле са високом потпетицом, можда више од било ког другог одевног предмета, виде као ултимативни симбол жене“. Модерне женске ципеле са танким и дугим потпетицама често служе за наглашавање лука леђа и истицање задњице. Ова „природна поза удварања“ се понекад анализира као облик објективизације у служби мушког погледа.
Неки феминистички аутори тврде да је мушки поглед на културу високих потпетица проблематичан: значајан део мушкараца сматра да културолошка очекивања од жена у професионалном окружењу да носе високе потпетице непроблематична. Међутим, жене се слажу да су често болне за ходање и обично резултирају негативним нуспојавама на зглобове и вене након дуже употребе.
На феминистичком протесту Мис Америка 1968. године демонстранти су симболично бацили бројне женске производе у „канту за слободу“. То је укључивало високе потпетице које су биле међу предметима које су демонстранти називали „справом за мучење жена“ и један од симбола онога што су сматрали "насилном женственошћу".
Године 2015. група жена је удаљена са премијере филма на филмском фестивалу у Кану зато што су носиле ципеле са ниском штиклом. Међу њима је била и жена која није могла носити високе потпетице због операције на једном стопалу. Жене су се жалиле да је то сексистичка политика која је присилила жене на стереотипни изглед. Организатори фестивала су касније одговорили да не постоји званична политика у вези са обућом и навели да ће на то подсетити званичнике фестивала.

### Правила облачења
Нека правила облачења (дрес код) захтевају од жена да носе високе потпетице, због чега поједине медицинске организације позивају на забрану таквих правила. Било је много протеста радница против такве политике. Закони који се односе на правила облачења који захтевају да жене носе високе потпетице на радном месту се разликују.

### Миља у њеним ципелама
Миља у њеним ципелама је марш у којем мушкарци обувени у црвене ципеле са високим потпетицама ходају једну миљу у знак протеста против насиља у породици. Поједини интелектуалци сугеришу да, тиме што ходају на штиклама у кратком временском периоду, понашајући се као да не знају правилно да ходају, ови мушкарци само подстичу стереотип да само жене могу или треба да носе високе потпетице.

## Деца
У продавницама обуће неретко се нуде и дечје ципеле са високом потпетицом, а у неким друштвима чак и поједине школе охрабрују децу да их носе. Педијатри упозоравају да овакве ципеле доводе до знатног броја повреда код деце и да их није препоручљиво носити. Према једном америчком истраживању, спроведеном од 2002. до 2012. године, код деце је због ношења високих потпетица било 18% повреда, а 4% код деце млађе од десет година. Висина деветогодишњака је око половине висине одрасле особе, а беба око четвртине. У односу на ову чињеницу, потпетица висине 5 cm код одрасле особе била би еквивалентна оној од 2,5 cm или око 1 cm код малишана, мада није познато да ли се то може користити као упоредив здравствени ризик.

## Плесне ципеле

### Плесови у којима се користе високе потпетице
Многи плесови изводе се у специфичним ципелама са високом потпетицом, зависно од плеса који се изводи. Према међународним стандардима, женске плесне ципеле су затворене, са чврстом потпетицом висине од 2 до 2,5 in (6,4 cm) јер се неки плесни кораци изводе на пети. Латиноамерички плесови, на пример, изводе се у ципелама са отвореном петом и потпетицом висине 2,5 до 3 in (7,6 cm).
Код аргентинског танга жене често носе танке потпетице висине од 2 до 4 in (10 cm). Напредније плесачице обично бирају оне више. Високе потпетице могу имати значајан утицај на држање плесачице због истурања карлице и затезања задњице, форсирања абдомена и истицања груди. Такође могу изазвати нестабилност јер присиљавају жене да плешу на прстима и наслањају се на партнера, што доприноси флуидност покрета.
Ципеле са високим потпетицама користе се и у неким модерним плесовима, какав је стилето плес (stiletto - потпетица). Неки плесачи, попут Јаниса Маршала (Yanis Marshall) специјализовали су се управо за плес на високим потпетицама.

### Повреде
Неке повреде повезане са плесом могу се приписати употреби високих потпетица. Конкретно, ципеле са уским простором за прсте могу толико стиснути стопало да долази до његове деформације. Да би ублажили бол у стопалима током плеса плесачи могу додати амортизацију на ђонове својих плесних ципела или уметака како би ублажили бол током плеса.